# Sayoko Yamaguchi
Sayoko Yamaguchi (jap. 山口 小夜子, Yamaguchi Sayoko; * 19. September 1950 in der japanischen Präfektur Kanagawa; † 14. August 2007) war ein japanisches Mannequin, Schauspielerin, Kostümdesignerin und Maskenbildnerin.
Yamaguchi war in den 1970er Jahren das erste Supermodel aus Asien; 1972 gab sie ihr Debüt bei den Pariser Modenschauen und wurde bald als „ultimative japanische Schönheit“ berühmt. 1977 wählte die US-amerikanische Zeitschrift Newsweek sie unter die sechs Topmodels der Welt.
Nach ihrer Modelkarriere war sie als Theater- und Filmschauspielerin erfolgreich. Unter anderem spielte sie 1981 mit Klaus Kinski in Shūji Terayamas „Die Früchte der Leidenschaft“. Daneben entwarf sie auch Kostüme und Masken für Bühne und Leinwand.
Sayoko Yamaguchi starb am 14. August 2007 im Alter von 56 Jahren an einer akuten Lungenentzündung.

## Nachweise
1. ↑  „...she soon achieved international fame as the ultimate Japanese beauty“, Grey Art Gallery in einer Veranstaltungsankündigung, gesichtet am 20. August 2007

| Personendaten    | Personendaten                        |
| ---------------- | ------------------------------------ |
| NAME             | Yamaguchi, Sayoko                    |
| KURZBESCHREIBUNG | japanisches Model und Schauspielerin |
| GEBURTSDATUM     | 19. September 1950                   |
| GEBURTSORT       | Präfektur Kanagawa                   |
| STERBEDATUM      | 14. August 2007                      |